# ويليم ساندبرغ
ويليم ساندبرغ (بالهولندية: Willem Sandberg)‏ (و. 1897 – 1984 م) هو مصمم جرافيك، ومصمم خطوط ‏، وأمين متحف، ومقاوم عسكري هولندي، ولد في آمرسفورت، شارك في معرض دوكومنتا الثالث ‏، توفي في أمستردام، عن عمر يناهز 87 عاماً.

## جوائز
حصل على جوائز منها:
- جائزة إيراسموس (1975)
- Prijs van de Stichting Kunstenaarsverzet ‏ (1951).